# دینا شهابی
دینا شهابی (عربی: دینا الشهابی ; متولد ۲۲ سپتامبر ۱۹۸۹) هنرپیشه عرب است که در ایالات متحده آمریکا کار می‌کند.

## سنین جوانی و تحصیل
شهابی در ریاض، عربستان سعودی و در عربستان سعودی، بیروت و دبی بزرگ شد. خانواده او اصالتاً عرب و اروپایی هستند. او پیشینه چند قومیتی خود را چنین توصیف کرد: «من خود را اروپایی عرب می‌دانم زیرا پدرم علی شهابی نیمه‌سعودی، نیمه نروژی است و مادرم نادیا نیمه فلسطینی، نیمه آلمانی و هائیتی است، اما در فرانسه بزرگ شده‌است. " او اظهار داشت که از کودکی از تماشای فیلم لذت می‌برد.

## حرفه
در سن ۱۱ سالگی او شروع به خواندن درس‌های رقص از شارمیلا کامته، معلم رقص مشهور در استودیو چلوب تئاتر و مرکز هنر دبی، معروف به «ملکه رقص» امارات متحده عربی کرد. او به عضویت تیم رقص مدرن حرفه ای خود درآمد.
او در دبی به مدرسه المواکب، مدرسه بین‌المللی امارات و آکادمی آمریکایی دبی رفت. شهابی در نمایشنامه‌های متعدد مدرسه ای اجرا کرد و توسط معلمش، نانسی ماک، تشویق شد تا حرفه بازیگری را دنبال کند.
در سن ۱۸ سالگی، شهابی در سال ۲۰۰۷ به شهر نیویورک نقل مکان کرد و شروع به دنبال کردن حرفه ای در بازیگری کرد. این در سال ۲۰۱۰ به یک حرفه تمام وقت برای او تبدیل شد. او به مدت دو سال در آکادمی هنرهای دراماتیک آمریکا شرکت کرد. در سال ۲۰۱۱، او هم در جویلیارد و هم در برنامه بازیگری فارغ‌التحصیل در مدرسه هنرهای NYU Tisch پذیرفته شد. اگرچه شهابی مدرک لیسانس ۴ ساله خود را به پایان نرساند (او از سال ۲۰۰۸ تا ۲۰۱۰ در آکادمی هنرهای دراماتیک آمریکا، یک کنسرواتوار بازیگری شرکت کرد)، دانشگاه نیویورک از شرط مدرک لیسانس چشم پوشی کرد. و او در سال ۲۰۱۴ با مدرک MFA فارغ‌التحصیل شد. او اولین زن متولد خاورمیانه است که در هر دو برنامه بازیگری جویلیارد و دانشگاه نیویورک پذیرفته شده‌است، و همچنین اولین زن عربستانی است که در این موسسات پذیرفته شده‌است.
در فوریه ۲۰۱۹، اعلام شد که شیهابی برای نقش اصلی Dig 301 برای فصل دوم سریال علمی تخیلی نتفلیکس، Altered Carbon انتخاب شده‌است.